# Pauline Grabosch
Pauline Sophie Grabosch (Magdeburgo, 14 de enero de 1998) es una deportista alemana que compite en ciclismo en la modalidad de pista, especialista en las pruebas de velocidad.
Participó en los Juegos Olímpicos de París 2024, obteniendo una medalla de bronce en la prueba de velocidad por equipos (junto con Emma Hinze y Lea Friedrich).
Ganó seis medallas en el Campeonato Mundial de Ciclismo en Pista, entre los años 2018 y 2023, y once medallas en el Campeonato Europeo de Ciclismo en Pista entre los años 2016 y 2025.

## Medallero internacional
| Juegos Olímpicos   | Juegos Olímpicos         | Juegos Olímpicos  | Juegos Olímpicos      |
| Año                | Lugar                    | Medalla           | Competición           |
| ------------------ | ------------------------ | ----------------- | --------------------- |
| 2024               | París (Francia)          | Medalla de bronce | Velocidad por equipos |
| Campeonato Mundial |                          |                   |                       |
| Año                | Lugar                    | Medalla           | Competición           |
| 2018               | Apeldoorn (Países Bajos) | Medalla de oro    | Velocidad por equipos |
| 2018               | Apeldoorn (Países Bajos) | Medalla de bronce | Velocidad individual  |
| 2020               | Berlín (Alemania)        | Medalla de oro    | Velocidad por equipos |
| 2021               | Roubaix (Francia)        | Medalla de oro    | Velocidad por equipos |
| 2022               | Saint-Quentin (Francia)  | Medalla de oro    | Velocidad por equipos |
| 2023               | Glasgow (Reino Unido)    | Medalla de oro    | Velocidad por equipos |
| Campeonato Europeo |                          |                   |                       |
| Año                | Lugar                    | Medalla           | Competición           |
| 2016               | Saint-Quentin (Francia)  | Medalla de plata  | 500 m contrarreloj    |
| 2017               | Berlín (Alemania)        | Medalla de plata  | 500 m contrarreloj    |
| 2017               | Berlín (Alemania)        | Medalla de plata  | Velocidad por equipos |
| 2021               | Grenchen (Suiza)         | Medalla de plata  | Velocidad por equipos |
| 2021               | Grenchen (Suiza)         | Medalla de plata  | 500 m contrarreloj    |
| 2022               | Múnich (Alemania)        | Medalla de oro    | Velocidad por equipos |
| 2023               | Grenchen (Suiza)         | Medalla de oro    | Velocidad por equipos |
| 2023               | Grenchen (Suiza)         | Medalla de plata  | Velocidad individual  |
| 2024               | Apeldoorn (Países Bajos) | Medalla de oro    | Velocidad por equipos |
| 2024               | Apeldoorn (Países Bajos) | Medalla de bronce | 500 m contrarreloj    |
| 2025               | Heusden-Zolder (Bélgica) | Medalla de bronce | Velocidad por equipos |

1. 1 2  Compitió en la ronda de clasificación.